# Torpedowce typu Lamongan
Torpedowce typu Lamongan – holenderskie torpedowce z lat 90. XIX wieku. W latach 1890–1891 w stoczni Rijkswerf w Amsterdamie zbudowano trzy okręty tego typu. Jednostki weszły w skład Koninklijke Marine w 1891 roku, a z listy floty skreślono je w latach 1910–1919.

## Projekt i budowa
Okręty typu Lamongan były torpedowcami I klasy .
Wszystkie torpedowce typu Lamongan zbudowane zostały w stoczni Rijkswerf w Amsterdamie . Jednostki zostały zwodowane w latach 1890–1891.
| Okręt      | Stocznia  | Wodowanie         | Wejście do służby | Los                      |
| ---------- | --------- | ----------------- | ----------------- | ------------------------ |
| „Lamongan” | Rijkswerf | 15 listopada 1890 | 1891              | wycofany 1910, złomowany |
| „Makjan”   | Rijkswerf | 2 sierpnia 1890   | 1891              | wycofany 1919            |
| „Nobo”     | Rijkswerf | 22 kwietnia 1891  | 1891              | wycofany 1912, złomowany |

## Dane taktyczno-techniczne
Okręty były torpedowcami o długości całkowitej 32,92 metra, szerokości 4,04 metra i zanurzeniu 1,58 metra . Wyporność normalna wynosiła 59 ton . Siłownię jednostek stanowiła maszyna parowa mocy 780 KM, do której parę dostarczał jeden kocioł lokomotywowy . Prędkość maksymalna napędzanych jedną śrubą okrętów wynosiła 20,4 węzła. Okręty zabierały zapas 10 ton węgla, co zapewniało zasięg wynoszący 1000 Mm przy prędkości 10 węzłów .
Na uzbrojenie artyleryjskie okrętów składały się dwa pojedyncze działa Hotchkiss kalibru 37 mm L/20 . Broń torpedową stanowiły dwie dziobowe wyrzutnie kal. 450 mm .
Załoga pojedynczego okrętu składała się z 15 oficerów, podoficerów i marynarzy .

## Służba
Torpedowce typu Lamongan zostały przyjęte w skład Koninklijke Marine w 1891 roku . Jednostki wycofano ze składu floty między 1910 a 1919 rokiem .